# Fredrik Elfving
Fredrik Emil Wolmar Elfving, född 9 december 1854 i Ekenäs, död 21 juni 1942 i Helsingfors, var en finländsk botaniker. Han var far till matematikern Gustav Elfving.
Elfving blev student 1870, filosofie kandidat 1874, filosofie licentiat 1879, filosofie doktor 1880, utnämndes samma år till amanuens vid Helsingfors universitets botaniska museum och 1881 till docent i botanik samt var professor i botanik och föreståndare för botaniska trädgården i Helsingfors 1892–1926. 
Elfving var vice ordförande i Societas pro fauna et flora fennica 1892–1911, och företog flera utrikes studieresor till Tyskland, Danmark, Nederländerna och Frankrike och var i sin forskning verksam på skilda områden av botaniken. Särskilt märks hans undersökningar över geotropism, fototropism och galvanotropism, retbarheten hos Phycomyces, vattenledningen i veden, verkan av eter- och kloroformnarkos, desmidiacéer och blågröna alger, samt lavgonidierna och lavarnas utvecklingshistoria. Elfving har även ägnat sig åt historiskt botanisk forskning och utgett flera arbeten över kulturväxterna. Han var generalsekreterare vid 
nordiska naturforskar- och läkarmötet i Helsingfors 1902. År 1895 invaldes han som ledamot av Fysiografiska sällskapet i Lund. 

## Utmärkelser
- Sankt Annas orden, tredje klass,  1902[3]
- Kommendörstecknet av Finlands Vita Ros’ orden,  1919[3]
- Kommendörstecknet av I klass av Finlands Vita Ros’ orden,  1933[3]

[Redigera Wikidata]